# Menas
Menas – imię męskie pochodzenia greckiego, oznaczające „krzepki, zdrowy, silny”. Odnotowano kilku świętych o tym imieniu. Wśród patronów imienia znajduje się między innymi Menas, męczennik egipski.
Menas imieniny obchodzi 11 listopada i 10 grudnia.